# Incubus (gruppo musicale)
Gli Incubus sono un gruppo musicale alternative metal statunitense, formatosi a Calabasas nel 1991.
All'inizio della loro carriera si sono distinti come esponenti del filone nu metal, nel loro caso specifico una declinazione più classica e meno aggressiva ispirata prevalentemente da Primus e Faith No More, aggiornata però alla seconda metà degli anni novanta.

## Storia del gruppo

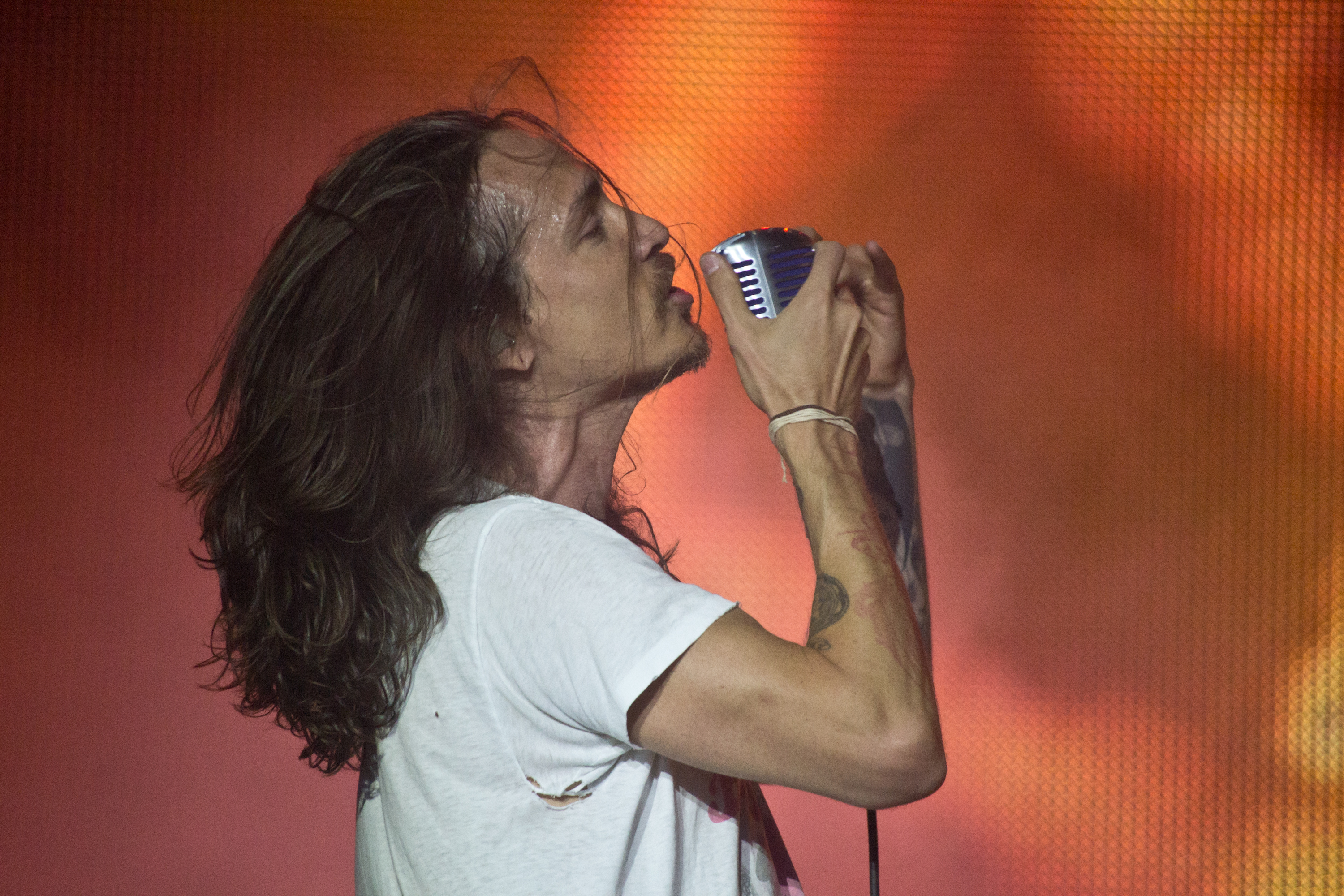
Brandon Boyd

### Formazione,Fungus Amongus,Enjoy Incubus(1991–1996)
Il gruppo fu fondato nel 1991 da quattro ragazzi delle scuole superiori, il cantante Brandon Boyd, il chitarrista Mike Einziger, il bassista Alex Katunich, detto Dirk Lance, e il batterista José Pasillas. Poco dopo la formazione, decisero di assumere il nome "Incubus", una volta acquisita la possibilità di prendere parte ad esibizioni dal vivo. Le loro prime esibizioni furono tenute in locali notturni a Los Angeles sulla Sunset Strip, ma anche nei prestigiosi Whisky a Go Go, Roxy Theatre e Troubadour. I componenti del gruppo si erano aggregati in passato ai colleghi Phish e Primus, da cui attinsero per le loro prime apparizioni pubbliche.
Gli Incubus produssero gran parte delle loro prime registrazioni con Jim Wirt e Chillum Records, nello studio di Santa Monica 4th Street Recording, nei momenti esterni alla scuola. Nel 1995 registrarono l'EP d'esordio Let Me Tell Ya 'Bout Root Beer, che comprendeva due tracce. Subito dopo pubblicarono il loro primo album in studio Fungus Amongus, registrato con Wirt per conto della loro etichetta discografica indipendente Stopuglynailfungus Music. In seguito a loro si unì Gavin Koppell, noto professionalmente come DJ Lyfe. Nel 1996 gli Incubus firmarono per una piccola divisione di Sony, Immortal Records poi diventata Epic Records. Il gruppo fu promosso dal dirigente Epic/Immortal A&R Paul Pontius, già coinvolto nel lancio dei Korn per conto della stessa etichetta. Il primo lavoro del gruppo su major fu l'EP Enjoy Incubus, formato da sette tracce, con la cui pubblicazione gli Incubus ebbero la possibilità di presentarsi in Europa.

### S.C.I.E.N.C.E.(1997–1998)

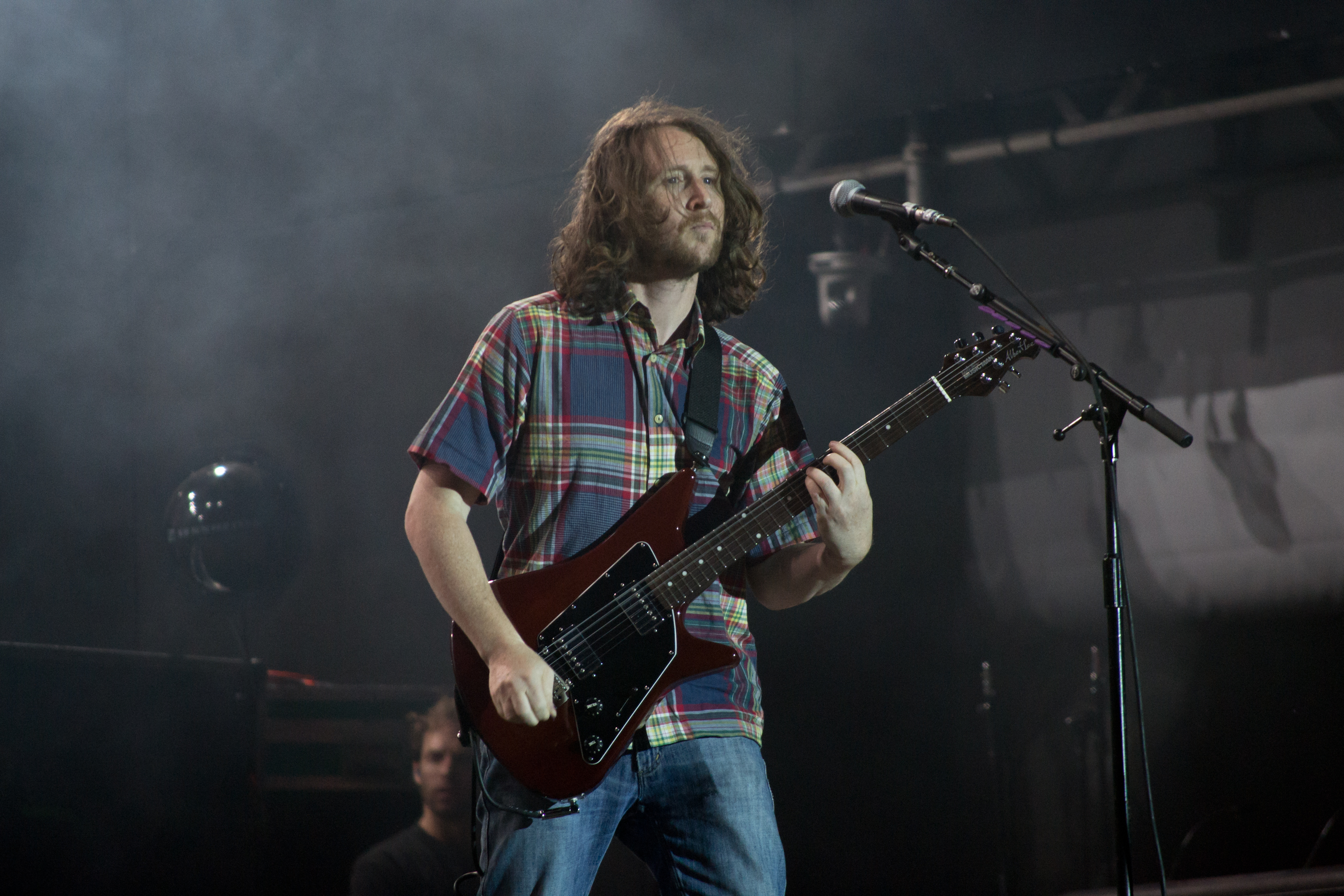
Mike Einziger

Il 9 settembre 1997 il gruppo pubblicò il secondo album in studio S.C.I.E.N.C.E., e in seguito si esibì dal vivo aprendo per colleghi come Korn e 311. Il disco rappresentò la prima fase della loro svolta sonora, abbandonando lo stile dei lavori precedenti a favore di forti riff di chitarra, basso slap e suoni creati con giradischi, proponendo sonorità tipicamente nu metal. Nel febbraio del 1998 gli Incubus licenziarono DJ Lyfe, dichiarando che il suo stile musicale era poco compatibile con quello dei colleghi. Gli subentrò subito dopo Chris Kilmore (DJ Kilmore), amico di vecchia data del gruppo, più disposto ad accettare le loro scelte artistiche future. In quel periodo gli Incubus presero parte ai festival Ozzfest e Family Values, e in autunno affiancarono in concerto anche i gruppi System of a Down e Ultraspank.

### Make Yourself(1999–2000)
Dopo le costanti esibizioni dal vivo sostenute nel 1998, e dopo i buoni risultati di vendite di S.C.I.E.N.C.E. nonostante la mancata promozione radiofonica e televisiva, gli Incubus presero alcuni mesi di pausa, e nel 1999 pubblicarono il loro terzo album in studio Make Yourself.
Dopo due settimane di lavoro col produttore Jim Wirt, il gruppo non apprezzò le registrazioni finali e decise di proseguire in proprio. Dopo altre tre settimane di registrazione, lo storico produttore di R.E.M. e Nirvana Scott Litt dichiarò di prediligere le loro canzoni e si aggregò al gruppo per completare la produzione, contribuendo in particolare alla realizzazione dei singoli "Drive" e "Stellar". Secondo i componenti, Litt collaborò in gran parte in fase di mixaggio.
Make Yourself fu pubblicato il 26 ottobre 1999 e rappresentò la prima parte della nuova fase di carriera del gruppo, passato dal crossover dei primi due album a più accettabili sonorità rock alternativo e pop rock, malgrado la presenza di reminiscenze nu metal in alcune tracce. In seguito il gruppo prese parte a nuove esibizioni a fianco di Primus e Buckethead. Gli Incubus pubblicarono in quel periodo anche il singolo "Pardon Me", che però non fu bene accolto dalle radio, e per questo fu riproposto in seguito in versione acustica da Brandon e Mike, ricevendo più attenzione in particolare dall'emittente di Los Angeles KROQ-FM. Motivate dalla popolarità del brano acustico, le radio statunitensi riproposero la versione in studio di "Pardon Me". Gli Incubus ne trassero anche un video musicale, e pubblicarono un EP di sei tracce intitolato When Incubus Attacks (Vol. 1), il 22 agosto 2000, che comprendeva la versione acustica del singolo. Nella sua prima settimana di uscita, l'EP vendette quasi 40000 copie e raggiunse la posizione numero 41 della classifica Billboard 200. All'epoca il gruppo prese parte anche a tour insieme a System of a Down e Mr. Bungle.
Grazie al successo del singolo "Pardon Me", nell'aprile 2000 Make Yourself fu premiato con un disco d'oro. All'epoca gli Incubus si presentarono di nuovo in Europa, e poi tornarono a suonare negli Stati Uniti a fianco dei 311. Il successivo singolo "Stellar" fu accompagnato da un video molto richiesto su MTV, nel programma  Total Request Live.
Il 5 ottobre 2000, Make Yourself fu premiato negli Stati Uniti con un disco di platino, e il 7 novembre dello stesso anno Sony ripubblicò l'album d'esordio del gruppo Fungus Amongus.
Il 14 novembre 2000 il gruppo pubblicò "Drive", quarto singolo estratto da Make Yourself. Il brano raggiunse subito la prima posizione delle classifiche alternative statunitensi ed entrò nei primi dieci posti della classifica Billboard Hot 100, permettendo agli autori di affermarsi nei grandi giri musicali dell'epoca.

### Morning View(2001–2002)

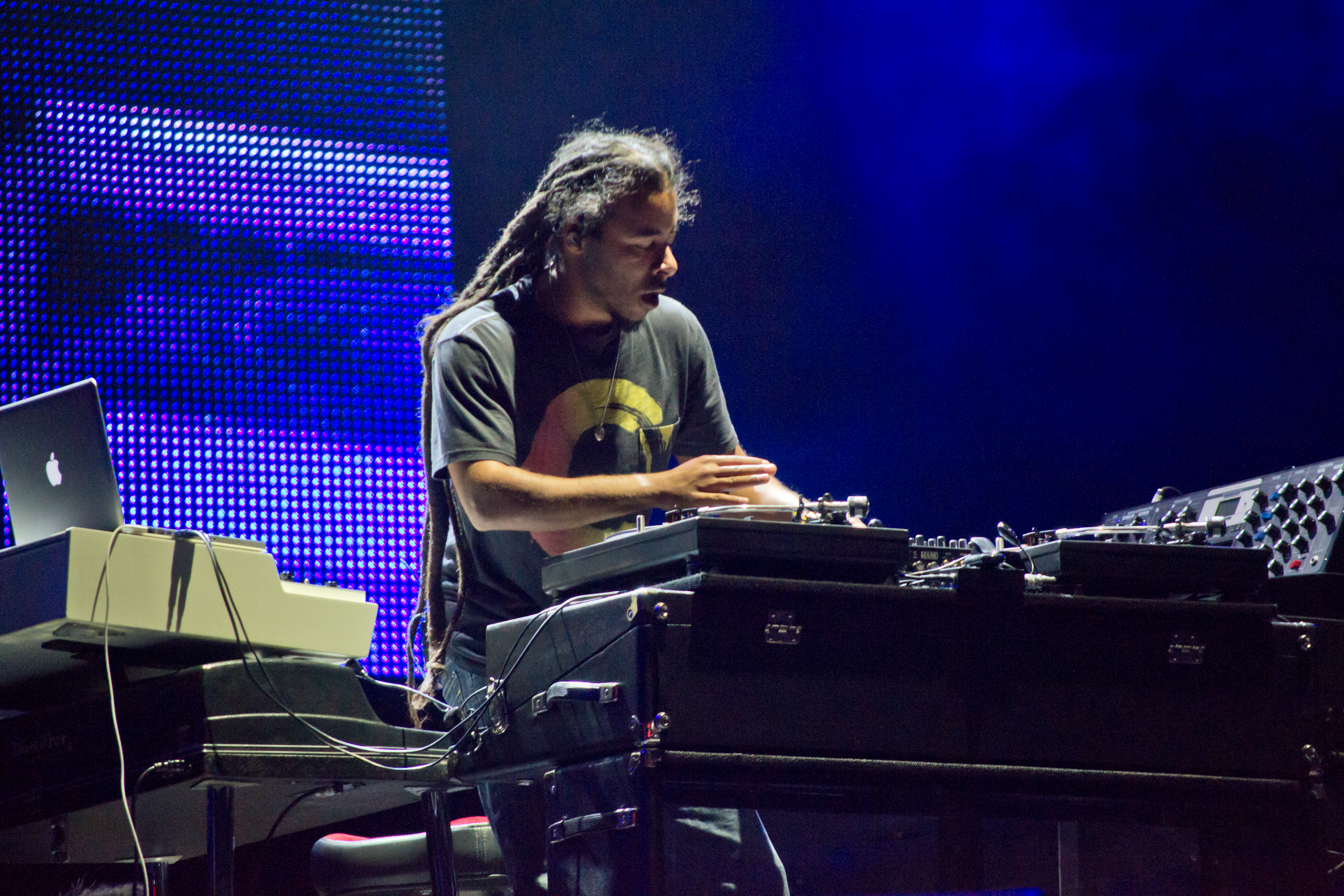
Chris Kilmore

Il gruppo entrò in pausa nei primi mesi del 2001, e poi si recò a Malibu per registrare il loro successivo album in studio Morning View.
In quegli anni si presentarono in Europa insieme ai colleghi Hundred Reasons, tra giugno e luglio, e furono anche invitati a suonare all'Area 1 Festival, a cui presero parte anche Moby, Outkast, the Roots, Paul Oakenfold, Carl Cox e Nelly Furtado. A luglio Make Yourself fu premiato con due dischi di platino. Nel mese successivo gli Incubus si esibirono per la prima volta in Australia e Giappone, e poi tornarono negli Stati Uniti a tenere concerti insieme agli Hoobastank.
Durante i tour il gruppo pubblicò il singolo "Wish You Were Here", estratto dall'album Morning View, il 21 agosto 2001. Nei primi giorni di settembre il brano raggiunse la seconda posizione delle classifiche alternative statunitensi, e fu accompagnato anche da un video musicale, pubblicato però alla fine del mese e rigirato con alcuni tagli, per renderlo più guardabile e rispettoso nei confronti delle vittime degli attentati terroristici dell'epoca. Il video fu particolarmente seguito su MTV, VH1 e MuchMusic. Poco dopo uscì il secondo singolo "Nice to Know You."
Il 23 ottobre 2001 il gruppo pubblicò il quarto album in studio Morning View, il cui titolo trae ispirazione dall'indirizzo dello studio di registrazione dove fu inciso il disco. Morning View esordì in seconda posizione nella classifica Billboard Top 200, e a dicembre fu premiato con un disco di platino.
L'11 dicembre gli Incubus pubblicarono il DVD When Incubus Attacks (Vol. 2), contenente i video musicali per "Take Me to Your Leader", "A Certain Shade of Green", "Pardon Me", "Stellar", "Drive", "I Miss You" e "Summer Romance (Anti-Gravity Love Song)", riprese dal vivo e scene di parte preparatoria. Il regista Bill Draheim collaborò alla spiegazione della realizzazione del video di "Drive".
Il gruppo prese parte ai programmi televisivi  Becoming e TRL di MTV e The Tonight Show with Jay Leno, e il 14 febbraio 2002 suonò al Late Show with David Letterman, e a marzo si ripresentò in concerto in Australia e Giappone. Durante la fase del tour a Sydney, il gruppo girò il video per il singolo, "Warning", e poi fece uscire il 28 maggio il DVD The Morning View Sessions.
Il primo ottobre uscì una versione limitata dell'album Morning View, che comprendeva il video per il singolo "Are You In?", riprese dal vivo, una nuova copertina e materiale di preparazione. In seguito il bassista Dirk Lance abbandonò il gruppo per alcune divergenze personali, sostituito da Ben Kenney, chitarrista dei The Roots.

### A Crow Left of the Murder...(2003-2004)
Le registrazioni si svolsero alla Southern Tracks Recording Studios di Atlanta e furono eseguite completamente dal vivo, senza l'uso del multitraccia. Nel dicembre 2003 uscì il primo singolo, Megalomaniac, una controversa invettiva contro il governo di George W. Bush. Nel 2004 venne pubblicato il quinto album, A Crow Left of the Murder..., e cominciò a circolare su MTV anche il videoclip di Talk Shows on Mute, ispirato al romanzo La fattoria degli animali di George Orwell. Nell'estate del 2004 cominciò il tour mondiale, culminato con la pubblicazione del DVD Alive at Red Rocks, registrato a Red Rocks, nel Colorado.
A Crow Left of the Murder... segnò un cambiamento decisivo nelle sonorità del gruppo: ormai le sonorità nu metal sono un lontano ricordo e anche la parte ritmica è ormai allineata allo stile degli Incubus grazie anche al contributo in fase di composizione del nuovo arrivato Ben Kenney. Boyd sfoggia acuti e melodie all'altezza del suo talento incominciando a crearsi uno stile totalmente personale. I suoni delle chitarre sono decisamente più alternative rock e, in fase di composizione, Einziger impreziosisce le sue parti con fraseggi di ottima tecnica. Cambiamento importante è anche la quasi totale abolizione dello scratch da parte di DJ Kilmore, il quale si dedica sempre di più all'uso del sintetizzatore.
Nel 2004 gli Incubus si esibirono a livello internazionale a fianco di artisti come Ben Kweller, the Walkmen, Hundred Reasons, the Music, Brand New e Sparta, per promuovere il loro nuovo album.

### Light GrenadeseMonuments and Melodies(2005-2009)

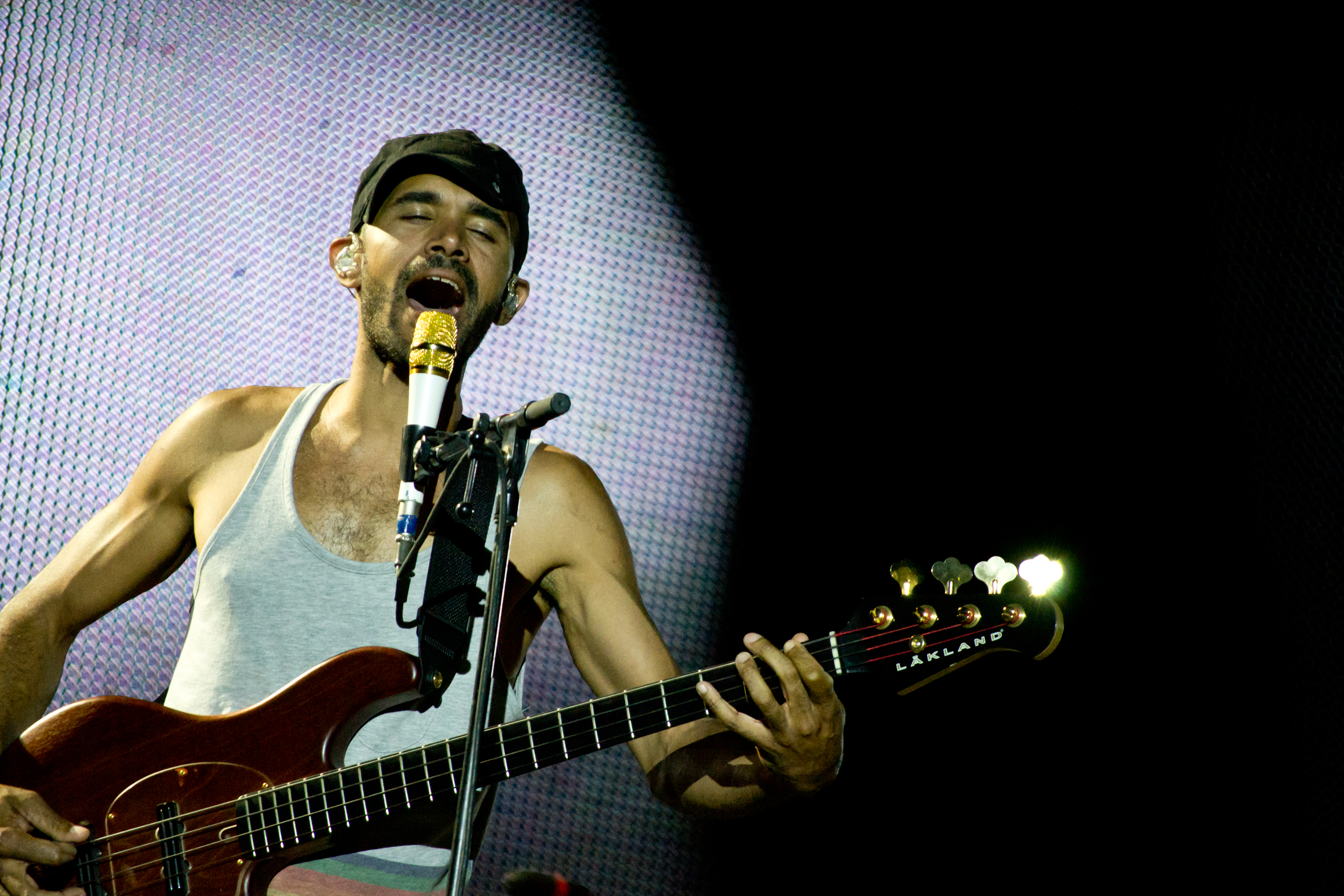
Ben Kenney

Nella primavera del 2005 cominciano le registrazioni del sesto album, intitolato Light Grenades e pubblicato il 28 novembre 2006 dopo vari rinvii. Spinto anche dal primo singolo estratto Anna-Molly, il disco debuttò alla prima posizione della classifica Billboard. Successivamente il gruppo lanciò un concorso per realizzare il video del secondo singolo estratto Dig, mentre nell'estate del 2007 venne estratto il singolo Love Hurts.
Light Grenades è un album dalle sonorità molto aggressive e decise ma le linee melodiche restano sempre rock. C'è un uso più deciso di tastiere ed effetti. Le parti vocali a tratti sono leggermente più ostiche rispetto al precedente album ma in linea di massima mantengono fondamentalmente le stesse caratteristiche.
Nel 2008 il gruppo suonò su VH1 in omaggio al gruppo musicale The Who, insieme ai colleghi Foo Fighters, Pearl Jam e The Flaming Lips.
Il 16 giugno 2009 venne pubblicato il Greatest Hits Monuments and Melodies, composto da due dischi che contiene anche rarità e i due inediti Black Heart Inertia e Midnight Swim.

### If Not Now, When?e8(2011-presente)
Il manager degli Incubus Steve Rennie rivelò attraverso un messaggio l'ultimazione di un nuovo album del gruppo. Il 12 luglio 2011, a distanza di cinque anni da Light Grenades, uscì pertanto If Not Now, When?, caratterizzato da nuove sonorità e dalla tendenza di alleggerire molto i suoni. Le parti vocali sono le protagoniste di questo album e Boyd sfoggia tutto il suo potenziale. I brani sono molto riflessivi e avvolgenti. Le parti strumentali formano una base omogenea senza mai uscire fuori dalle righe e preparano il campo alle melodie cantate. Einziger e DJ Kilmore utilizzano molti suoni di tastiere e pianoforti a rendere ancora più denso il tappeto musicale. Einziger inoltre utilizza pochissimi suoni distorti per le sue chitarre.
Il 14 agosto 2012 è stato pubblicato dalla Legacy Recordings HQ Live, disco dal vivo in versione CD, DVD e box con doppio CD e DVD registrato durante una residency di sette date tenute dalla band californiana a La Brea Avenue di Los Angeles dal 30 giugno al 6 luglio dell'anno precedente, al fine di promuovere il nuovo album. La band terminò il suo tour con l'Honda Civic Tour, il quale comprende solamente concerti nell'America del Nord, partito il 10 agosto 2012 e conclusosi il 10 settembre 2012. Al tour parteciparono anche i Linkin Park e i Mutemath.
Il 17 aprile 2017 esce 8, l'ottavo album della band, anticipato dal singolo Nimble Bastard. Nello stesso anno si sono esibiti a New Orleans a fianco dei Jimmy Eat World.

## Stile e influenze
Nel corso della loro carriera gli Incubus hanno tratto ispirazione da vari generi e stili musicali, tra cui alternative metal, rock alternativo, heavy metal, elettronica, funk, funk metal, jazz, hip hop, nu metal, pop, rap metal, techno, thrash metal, psichedelia, post-grunge, pop metal, e trip hop. Molti critici hanno elogiato le loro ambizioni, ma non hanno saputo inserirli in un preciso contesto artistico. Nel 2017 il chitarrista Mike Einziger ha dichiarato che la diversità di stili del gruppo è "nel contempo sia un pregio che un difetto. Non abbiamo intenzione di essere associati a un solo ambito specifico. Non siamo abbastanza punk rock per il Warped Tour, non siamo abbastanza metal per l'Ozzfest, non siamo abbastanza indie rock o freschi per Lollapalooza. Abbiamo tracciato un nostro percorso personale, e siamo davvero stupiti dal fatto di avere così tanti estimatori e fan." Il gruppo ha usato anche vari tipi di strumenti nelle loro canzoni, tipicamente associati a generi esterni al rock, tra cui djembe, sitar, didgeridoo e bongo, suonati nelle loro prime tracce e durante le esibizioni dal vivo, ma anche una pipa concessa loro dal chitarrista Steve Vai e suonata nel brano "Aqueous Transmission".
Prima di acquisire popolarità nei grandi giri musicali nei primi anni 2000, gli Incubus furono spesso annoverati tra i precursori della corrente nu metal, di cui contribuirono a definire alcune caratteristiche vocali e strumentali a metà degli anni novanta, a fianco di altri gruppi californiani come Korn e Deftones. In un'intervista del 2013, il cantante Brandon Boyd lasciò le seguenti dichiarazioni: "Una delle maggiori divergenze del nostro gruppo dal resto del nu metal è la mancanza di riferimenti alla misoginia nei nostri testi. Nonostante le somiglianze di stile vocale e strumentale con altri gruppi di genere, soprattutto nei primi album come S.C.I.E.N.C.E., non abbiamo mai scritto testi simili. Noi abbiamo anche preso le distanze da quel modo di fare musica, a partire dall'album Make Yourself, pur avendo mantenuto lo stesso nome. Non facciamo nascere nuove tendenze, né tantomeno proviamo a riproporre quelle vecchie, dipende tutto da come siamo d'umore." Il giornale Chicago Tribune dichiarò nel 2001 che gli Incubus erano un gruppo "allegro, melodico e garbato, un gruppo nu metal nato per piacere a chi non ama il genere" e considerò Boyd "un modello da copertina". Il quotidiano Los Angeles Times scrisse nel 2004 che "gli Incubus hanno sempre saputo stare lontani dalla piega presa dall'alternative metal a metà degli anni novanta, e possono contare su un approccio testuale passabile e una notevole versatilità musicale, a differenza di molti loro colleghi."
A partire da metà degli anni 2000, gli Incubus hanno cominciato ad adottare un suono più leggero, avvicinandosi al pop. Questo discorso è apparso con evidenza nell'album If Not Now, When? (2011), descritto da Rolling Stone come "una lista inerte e lucida di canzoni power pop". The Guardian ha paragonato le sonorità dell'album seguente 8 (2017) e le sue ballate allo stile di Ed Sheeran. Il loro EP del 2020 Trust Fall (side B) è stato considerato da Sputnik music "una raccolta di canzoni pop inoffensive".
Il gruppo cita come propri ispiratori Faith No More, Mr. Bungle, Red Hot Chili Peppers, Alice in Chains, Ani DiFranco, Stone Temple Pilots, Primus, Fishbone, Suicidal Tendencies, Beastie Boys, Soundgarden, Rage Against the Machine, The Police, Jane's Addiction, e Phish. In un'intervista del 2012, il cantante ha parlato delle loro prime influenze, lasciando le seguenti dichiarazioni: "Nei primi anni novanta ascoltavamo Primus, Mr. Bungle, John Zorn, Soundgarden, Alice in Chains, Rage Against the Machine, Red Hot Chili Peppers, ovvero gruppi considerati influenti anche oggi, divenuti celebri in momenti cruciali della nostra esistenza, dai quali abbiamo prevalentemente tratto ispirazione agli esordi." Molti critici hanno paragonato lo stile vocale di Boyd a quello di Mike Patton, considerato dai musicisti stessi uno dei loro principali ispiratori.

## Formazione
Attuale
- Brandon Boyd – voce, chitarra ritmica, percussioni (1990-presente)
- Mike Einziger – chitarra solista, pianoforte, cori (1990-presente)
- Nicole Row – basso (2023-presente)
- Chris Kilmore – tastiera, giradischi, campionatore (1997-presente)
- José Pasillas – batteria (1990-presente)

Ex componenti
- Dirk Lance – basso (1990-2003)
- DJ Lyfe – giradischi (1995-1997)
- Ben Kenney - basso, cori (2003-2023)

## Discografia

### Album in studio
- 1995 – Fungus Amongus
- 1997 – S.C.I.E.N.C.E.
- 1999 – Make Yourself
- 2001 – Morning View
- 2004 – A Crow Left of the Murder...
- 2006 – Light Grenades
- 2011 – If Not Now, When?
- 2017 – 8

### Album dal vivo
- 2003 – Live at Lollapalooza 2003
- 2004 – Live in Japan 2004
- 2004 – Live in Sweden 2004
- 2004 – Live in Malaysia 2004
- 2012 – HQ Live

### EP
- 1995 – Let Me Tell Ya 'Bout Root Beer
- 1996 – Enjoy Incubus
- 2000 – When Incubus Attacks Volume 1
- 2015 – Trust Fall (Side A)
- 2020 – Trust Fall (Side B)

### Raccolte
- 2009 – Monuments and Melodies

### Singoli
- 1998 – A Certain Shade of Green
- 1999 – Pardon Me
- 2000 – Stellar
- 2000 – Drive
- 2001 – Wish You Were Here
- 2002 – Nice to Know You
- 2002 – Warning
- 2002 – Are You In?
- 2002 – Circles
- 2003 – Megalomaniac
- 2004 – Talk Shows on Mute
- 2005 – Agoraphobia
- 2005 – Make a Move
- 2006 – Anna-Molly
- 2007 – Dig
- 2007 – Oil and Water
- 2008 – Love Hurts
- 2009 – Black Heart Inertia
- 2009 – Let's Go Crazy
- 2011 – Adolescents
- 2011 – Promises, Promises
- 2017 – Nimble Bastard
- 2019 – Into the Summer
- 2020 – Our Love

## Videografia

### Album video
- 2001 – When Incubus Attacks Volume 2
- 2002 – Morning View Sessions
- 2004 – Alive at Red Rocks
- 2007 – Look Alive CD/DVD
- 2012 – HQ Live